# アイヌモシリ
アイヌモシリ（アイヌ語ラテン文字表記:アィヌモシㇼ、アイヌ語ラテン文字表記: aynu mosir）は、アイヌ語で「人間の大地」を意味する言葉。また16世紀以降で、北海道周辺を指すアイヌ語の地名。

## 概要
アイヌ民族は自分たちの生活圏をアイヌモシリと呼んだ。カムイモシリ（カムィモシㇼ（kamuy mosir）、神々の住まう地）やポクナモシリ（アイヌ語仮名表記：ポㇰナモシㇼ、あの世・冥界）との対比においては「人間の地、現世」を意味する。
また、アイヌモシリは「アイヌの大地」「アイヌのくに」とも解され、北海道周辺・樺太南部・千島列島など古くからのアイヌの居住地（アイヌ文化圏）も指す。
対となる語に、カムイモシリ（アイヌ語仮名表記：カムイモシㇼ（kamuy mosir）、神の住むところ）がある。また本州（方面）をシサムモシリ（アイヌ語仮名表記：シサㇺモシㇼ（sisam mosir）、隣人の島）、サモロモシリ（アイヌ語仮名表記：サモㇿモシㇼ（samor mosir）、隣の島）と呼んだ。
「モシㇼ」は「大地」「国土」「世界」などと訳される言葉であるが、これをさらにモ・シㇼ（mo-sir）と分解し、モに「静かである」という意味があることから「静かな大地」と訳されることもある。

## アイヌモシリに関連する伝説
古来、アイヌ民族に伝えられてきた神話（アイヌラックル）に、アイヌモシリに関して次のような伝承がある。

未だこの地上になにものも存在しない頃、神々が集まってきて、人びとの調和する大地、アイヌモシリを創るための相談をした。モシリ・カラ・カムイ（大地・創造・神）という男神、イカ・カラ・カムイ（花・創造・神）という女神がそれぞれ、大地創造のために降臨された。
この2人の神はレェプ・カムイ（犬神）とコタン・コロ・カムイ（梟神）と共にアイヌモシリを創った。モシㇼ・カラ・カムイは山や野原、川をつくり、イカ・カラ・カムイは樹木や美しい草花をつくったあと、今度は粘土を使ってクマやウサギなどの動物達を創っていった。最後に、2人の神は互いに似せた男女をつくった。
アイヌモシリの創造が終わると、高い山の上の広い平原（シノッ・ミンタラ）にほかの神々が訪れ、見事に出来上がったアイヌモシリを見て喜びあった。
アイヌ（人間）は、初め洞窟に住んでいたが、やがて、シノッ・ミンタラに姿をあらわして神々と交流するようになり、神々に踊りや歌、言葉を教わった。やがてアイヌは神の生活をまねて地上に家を建て、火や道具を使って住むようになった。

## 関連のある地名
- 母子里 （幌加内町）
- 茂尻（赤平市）